# Психоделический опыт (руководство по приёму психоделических веществ)
Психоделический опыт: руководство по приёму психоделиков, основанное на Тибетской Книге мёртвых (aнгл. The Psychedelic Experience: A Manual Based on the Tibetan Book of the Dead) — инструкция по употреблению психоделических веществ за авторством Тимоти Лири, Ральфа Мецнера и Ричарда Альперта, разработанная на основе тибетского ритуального текста «Бардо Тхёдол».
Авторы работы, участвовавшие в программе по исследованию ЛСД и других галлюциногенов, обнаружили, по их мнению, значительное сходство между мистическим опытом умирания, описанным в «Бардо Тхёдол», и «смертью эго» — впечатлениями добровольцев, испытывавших на себе действие вещества. Согласно предположению авторов, «Бардо Тхёдол» отражает схожий опыт и содержит в себе подробные инструкции для того, кто готовится с ним столкнуться. Книга была посвящена Олдосу Хаксли и предварена выдержкой из его известного эссе о психоделическом опыте, «Дверей восприятия». Фрагменты из «Психоделического опыта» были использованы The Beatles в тексте песни «Tomorrow Never Knows».

## Содержание
«Психоделический опыт» был написан на основе «Тибетской книги мёртвых». Официальное назначение «Тибетской Книги мёртвых» — описание опыта, впечатлений, испытываемых человеком в момент смерти, в промежуточной фазе длящейся сорок девять (семь раз по семь) дней, и в фазе перерождений в новую телесную форму. Авторы книги, однако, считают, что это:

«экзотерическая сторона книги, призванная скрывать мистическое учение. Язык и символизм смертельных ритуалов бонизма, традиционной добуддийской тибетской религии, были мастерски смешаны с концепциями буддизма. Эзотерический смысл учения, раскрываемый этим руководством, говорит о том, что смерть, описываемая в Книге Мёртвых, имеет отношение не к телу, а к сознанию.»
Оригинальный текст (англ.)This however is merely the exoteric framework which the Tibetan Buddhists used to cloak their mystical teachings. The language and symbolism of death rituals of Bonism, the traditional pre-Buddhist Tibetan religion, were skillfully blended with Buddhist conceptions. The esoteric meaning, as it has been interpreted in this manual, is that it is death and rebirth that is described, not of the body.

На это также указывают слова ламы Говинды, сказанные им по поводу «Тибетской Книги мёртвых»:

«Это книга живущих в той же степени, в которой и умирающих».